# Campeonato Gaúcho de Futebol de 1949
O Campeonato Gaúcho de Futebol de 1949, foi a 29ª edição da competição no Estado do Rio Grande do Sul. A fórmula de disputa mais uma vez reunia os campeões das regiões para disputar o título. O campeão deste ano foi o Grêmio.

## Participantes
| Equipe      | Cidade                | Classificação                   | Participação |
| ----------- | --------------------- | ------------------------------- | ------------ |
| 14 de Julho | Santana do Livramento | Campeão da Região Fronteira     | 2ª           |
| Bagé        | Bagé                  | Campeão da Região Serra         | 8ª           |
| Brasil      | Pelotas               | Campeão da Região Litoral       | 6ª           |
| Floriano    | Novo Hamburgo         | Campeão da Região Nordeste      | 15ª *        |
| Grêmio      | Porto Alegre          | Campeão da Região Metropolitana | 13ª          |

* Ex-Novo Hamburgo, a sétima participação como Floriano.

## Tabela

### Fase preliminar
Jogos de ida
| 13 de novembro de 1949 | 14 de Julho | 1 – 1 | Floriano    |  |
|                        | Gol marcado |       | Gol marcado |  |

| 13 de novembro de 1949 | Bagé        | 1 – 3 | Brasil de Pelotas                       |  |
|                        | Gol marcado |       | Gol marcado · Gol marcado · Gol marcado |  |

Jogos de volta
| 17 de novembro de 1949 | Floriano                                | 3 – 2 | 14 de Julho               |  |
|                        | Gol marcado · Gol marcado · Gol marcado |       | Gol marcado · Gol marcado |  |

| 20 de novembro de 1949 | Brasil de Pelotas                                                   | 5 – 2 | Bagé                      |  |
|                        | Gol marcado · Gol marcado · Gol marcado · Gol marcado · Gol marcado |       | Gol marcado · Gol marcado |  |

### Semifinal
| 24 de novembro de 1949 | Brasil de Pelotas | 1 – 1 | Floriano    |  |
|                        | Gol marcado       |       | Gol marcado |  |

| 4 de dezembro de 1949 | Floriano                                              | 4 – 2 | Brasil de Pelotas         |  |
|                       | Gol marcado · Gol marcado · Gol marcado · Gol marcado |       | Gol marcado · Gol marcado |  |

### Finais
| 8 de janeiro de 1950 | Floriano             | 2 – 2 | Grêmio                    | Campo do Adams, Novo Hamburgo (RS) |
|                      | Huguinho 4' · Ferraz |       | Gita 15' · Hermes 62' (P) | Árbitro: Paulo Hortwarth           |

|  | Floriano | Grêmio |

| FLORIANO:  |  |           |  |
|            |  |           |  |
| G          |  | Periquito |  |
| Z          |  | Miro      |  |
| Z          |  | Zulfe     |  |
| M          |  | Mirão     |  |
| M          |  | Ingo      |  |
| M          |  | Crespo    |  |
| A          |  | Louzada   |  |
| A          |  | Zipp      |  |
| A          |  | Huguinho  |  |
| A          |  | Ferraz    |  |
| A          |  | Pitt      |  |
| Treinador: |  |           |  |
|            |  |           |  |

| GRÊMIO:           |  |           |
|                   |  |           |
|                   |  |           |
| G                 |  | Sérgio    |
| Z                 |  | Clarel    |
| Z                 |  | Joni      |
| M                 |  | Hugo      |
| M                 |  | Ario      |
| M                 |  | Alegretti |
| A                 |  | Paulista  |
| A                 |  | Hemes     |
| A                 |  | Geada     |
| A                 |  | Álvaro    |
| A                 |  | Gita      |
| Treinador:        |  |           |
| Otto Pedro Bumbel |  |           |

| 15 de janeiro de 1950 | Grêmio         | 3 – 1 | Floriano    | Passo D’Areia, Porto Alegre (RS) |
|                       | Geada · Hermes |       | Gol marcado |                                  |

| Gauchão 1949               |
| -------------------------- |
| Grêmio Campeão (7º título) |